# Robin Urban
Robin Urban (Herdecke, 1994. április 13. –) német labdarúgó, a Rot-Weiß Essen hátvédje.

## Pályafutása
Urban a SV Langendreer 04, a VfL Bochum és a Wuppertaler SV csapataiban nevelkedett, utóbbi színeiben a 2010–11-es szezonban már pályára lépett U19-es Bundesliga-mérkőzéseken. A következő szezonban már rendszeresen szerepelt, 23 találkozón 2 gólt szerzett. A 2012–13-as szezonra szerződtette a Fortuna Düsseldorf, itt is főleg az U19-es csapatban szerepelt, csapatkapitánynak is megválasztották, de pont volt csapata, a Wuppertal elleni február 2-i mérkőzésen a negyedosztályú Regionalliga Westben is debütálhatott. A 2013–14-es idényt végigjátszotta a tartalékcsapatban.
A 2014–15-ös szezon nagy részét is a tartalékoknál játszotta végig, de már a másodosztályú csapat kispadjára is leülhetett, sőt 2015. május 17-én az SV Sandhausen ellen 2–0-ra megnyert találkozón kezdőként kapott lehetőséget, 70 perc után állt be Tugrul Erat a helyére. A 2015–16-os szezonra a Hallescher FC szerződtette: a harmadosztályú csapatnál azonban mindössze egy találkozón, a Holstein Kiel elleni 2. fordulós találkozón lépett pályára, 2–0-ra kikaptak. Több mérkőzésen nem jutott szóhoz: sérülések is hátráltatták, a szezon második felére a negyedosztályú Jahn Regensburgba került kölcsönbe.
A 2016–17-es szezonra végleg leigazolták a regensburgiak, akik ekkorra már a harmadosztályban szerepeltek. Urban azonban továbbra is sérülésekkel küzdött, mindössze 6 találkozón jutott szóhoz, legtöbbször csereként. 2017 nyarán visszatért a negyedosztályba, a Rot-Weiß Essen szerződtette.